# TOP500
El proyecto TOP500 clasifica y detalla los 500 sistemas computación no distribuida más potentes del mundo. El proyecto se inició en 1993 y publica una lista actualizada de las supercomputadoras, dos veces al año. La primera de estas actualizaciones siempre coincide con la International Supercomputing Conference en junio, y la segunda se presenta en la ACM/IEEE Supercomputing Conference en noviembre. El proyecto tiene como objetivo proporcionar una base confiable para rastrear y detectar tendencias en computación de alto rendimiento y basa sus clasificaciones en HPL, una implementación portátil del Benchmark LINPACK escrito en Fortran para computadoras con memoria distribuida.
La lista TOP500 está compilada por Jack Dongarra de la Universidad de Tennessee, Knoxville, Erich Strohmaier y Horst Simon del Centro Nacional de Computación Científica de Investigación Energética (NERSC) y el Laboratorio Nacional Lawrence Berkeley (LBNL), y, hasta su muerte en 2014, Hans Meuer de la Universidad de Mannheim, Alemania.
El proyecto se inicia en 1998 y publica una lista actualizada cada seis meses. La primera actualización de cada año se realiza en junio, coincidiendo con la International Conference, y la segunda actualización se realiza en noviembre en la IEEE Supercomputer Conference.
Actualmente, la última lista TOP500 es la 64, publicada en noviembre de 2024. Desde noviembre de 2024, la supercomputadora El Capitán de Estados Unidos es la supercomputadora más poderosa del mundo, alcanzando 1742 petaFlops (1,7 exaFlops) en los benchmark LINPACK. Los Estados Unidos tienen, con diferencia, la mayor parte de la potencia informática total de la lista (más del 55%, con 10.267 exaFlops), y también lidera la lista en número de sistemas con 173 supercomputadoras, con China en el segundo lugar con 63 supercomputadoras.
El proyecto TOP500 incluye también la lista Green500 y HPCG benchmark.

## Historia del proyecto

Crecimiento rápido del rendimiento de las supercomputadores, basado en los datos del sitio top500.org. La escala logarítmica vertical en GFLOPS.
Rendimiento combinado de las 500 mayores supercomputadoras
Supercomputadora más rápida
Supercomputadora en el puesto 500

Al inicio de la década de los 90 se necesita una definición del rendimiento de un supercomputador para producir estadísticas comparables. Tras experimentar con diversas métricas basadas en el número de procesadores, en 1992 surge la idea de utilizar un listado de los sistemas en producción como base de la comparativa, en la University of Mannheim.
Un año después, Jack Dongarra se une al proyecto aportando el benchmark Linpack. En mayo de 1993, se crea la primera versión de prueba basada en datos publicados en Internet:
- Serie de estadísticas de supercomputadores de la Universidad de Mannheim (1986-1992)
- Listado de los sitios de computación más poderosos del mundo, mantenido por Gunter Ahrendt
- Gran cantidad de información recopilada por David Kahaner

Desde 1998, las prestaciones de los sistemas ubicados en el primer puesto han crecido sostenidamente, cumpliendo la ley de Moore y duplicando el rendimiento cada, aproximadamente, 14 meses. En junio de 2013, el sistema más rápido, el Tianhe-2 con un rendimiento pico de 54,9 PFlops, es más de 419.100 veces más rápido que el sistema más rápido en noviembre de 1993, la Connection Machine CM-5/1024 (2048 núcleos) con un pico teórico de 131 GFlops.

## Información del proyecto
Para medir el rendimiento de los sistemas se utiliza el benchmark, una versión portable del benchmark Linpack para ordenadores de memoria distribuida. Hay que destacar que la lista no incluye sistemas basados en computación GRID. Todas las listas publicadas desde el inicio del proyecto están publicadas en la página web del proyecto , por lo que no tiene sentido copiar esa información a otro sitio.
A junio de 2022, la nueva supercomputadora número uno, Frontier, también es el sistema número 2 en la lista Green500 con el sistema número uno en Green 500 siendo el sistema de prueba para Frontier. Los 4 sistemas principales de la lista Green 500 de junio de 2022 son sistemas que utilizan CPU AMD y aceleradores AMD. Microsoft vuelve a estar en la lista con cinco instancias de Microsoft Azure (que usan Ubuntu, por lo que todas las supercomputadoras aún están basadas en Linux), con CPU y GPU de los mismos proveedores, la más rápida anteriormente ocupó el puesto 10. Y Amazon con una instancia de AWS previamente clasificada en el puesto 40. El número de supercomputadoras basadas en ARM es de hasta 6, todos menos uno basados en la misma CPU Fujitsu que en el número 2, el siguiente ocupaba el puesto 13, ahora en el 20.
A partir de noviembre de 2024, AMD tiene 5 sistemas en el top 10 e Intel está presente con 3. En cuanto a los fabricantes, HPE/Cray tiene 6 sistemas junto con Fujitsu, Intel, Eviden y Microsoft, cada uno con un sistema en el top 10.

## Lista de junio de 2022
| Posición | Rmax Rpeak (PFLOPS) | Nombre            | Modelo                  | Tipo de procesador                                                           | Interconexión                    | Ensamblador                   | Fabricante | Sitio País | Año  | Sistema operativo      |
| -------- | ------------------- | ----------------- | ----------------------- | ---------------------------------------------------------------------------- | -------------------------------- | ----------------------------- | ---------- | --- | ---- | ---------------------- |
| 1 Nuevo  | 1102,00 1685,65     | Frontier          | HPE Cray EX235a         | 591.872 (9.248 × 64 núcleos EPYC 64C de 3ra. generación optimizada @2,0 GHz) | 36,992 × 220 AMD Instinct MI250X | Slingshot-11i7yriyidiouyr7uyt | HPE        | Oak Ridge National Laboratory Estados Unidos                                                                                 | 2022 | Linux (HPE Cray OS)    |
| 2 (1)    | 442,01 537,21       | Fugaku            | Supercomputadora Fugaku | 7.630.848 (158.976 × 48 núcleos Fujitsu A64FX @2,2 GHz)                      | 0                                | Tofu interconnect D           | Fujitsu    | RIKEN Center for Computational Science Japón                                                                                 | 2020 | Linux (RHEL)           |
| 3 Nuevo  | 151,90 214,35       | LUMI              | HPE Cray EX235a         | 75.264 (1.176 × 64 núcleos EPYC 64C de 3.ª generación optimizada @2,0 GHz)   | 4704 × 220 AMD Instinct MI250X   | Slingshot-11                  | HPE        | EuroHPC JU · Unión Europea, · localización: Kajaani, Finlandia.                                                              | 2022 | Linux (HPE Cray OS)    |
| 4 (2)    | 148,6 200,795       | Summit            | IBM Power System AC922  | 202.752 (9.216 × 22 núcleos IBM POWER9 @3,07 GHz)                            | 27.648 × 80 Nvidia Tesla V100    | InfiniBand EDR                | IBM        | Oak Ridge National Laboratory Estados Unidos                                                                                 | 2018 | Linux (RHEL 7.4)       |
| 5 (3)    | 94,64 125,712       | Sierra            | IBM Power System S922LC | 190.080 (8.640 × 22 núcleos IBM POWER9 @3,1 GHz)                             | 17.280 × 80 Nvidia Tesla V100    | InfiniBand EDR                | IBM        | Lawrence Livermore National Laboratory Estados Unidos                                                                        | 2018 | Linux (RHEL)           |
| 6 (4)    | 93,015 125,44       | Sunway TaihuLight | Sunway MPP              | 10.649.600 (40.960 × 260 núcleos Sunway SW26010 @1,45 GHz)                   | 0                                | Sunway                        | NRCPC      | Centro Nacional de Supercomputación en Wuxi China                                                                            | 2016 | Linux (RaiseOS 2.0.5)  |
| 7 (5)    | 64,59 89,795        | Perlmutter        | HPE Cray EX235n         | ? × ? núcleos AMD Epyc 7763 64-core @2,45 GHz                                | ? × 108 Nvidia Ampere A100       | Slingshot-10                  | HPE        | NERSC Estados Unidos | 2021 | Linux (HPE Cray OS)    |
| 8 (6)    | 63,46 79,215        | Selene            | Nvidia                  | 71.680 (1.120 × 64 núcleos AMD Epyc 7742 @2,25 GHz)                          | 4.480 × 108 Nvidia Ampere A100   | Mellanox HDR Infiniband       | Nvidia     | Nvidia Estados Unidos | 2020 | Linux (Ubuntu 20.04.1) |
| 9 (7)    | 61,445 100,68       | Tianhe-2          | TH-IVB-FEP              | 427.008 (35.584 × 12 núcleos Intel Xeon E5–2692 v2 @2,2 GHz)                 | 35.584 × Matrix-2000 128-core    | TH Express-2                  | NUDT       | National Supercomputer Center in Guangzhou China                                                                             | 2013 | Linux ([Kylin]])       |
| 10 Nuevo | 46,10 61,61         | Adastra           | HPE Cray EX235a         | 21.632 (338 × 64 núcleos EPYC 64C de 3.ª generación optimizada @2,0 GHz)     | 1352 × 220 AMD Instinct MI250X   | Slingshot-11                  | HPE        | Grand Equipement National de Calcul Intensif - Centre Informatique National de l'Enseignement Suprieur (GENCI-CINES) Francia | 2022 | Linux (HPE Cray OS)    |

Leyenda
- Posición - Posición en el ranking Top500. En la tabla TOP500, los equipos están ordenados primero por su valor Rmax. En el caso de prestaciones equivalentes (valor Rmax) para equipos diferentes, hemos optado por ordenar por Rpeak. Para los sitios que tienen el mismo equipo, el orden es por el tamaño de la memoria y, a continuación en orden alfabético.
- Rmax - La más alta puntuación medida usando el benchmark Linpack. Este es el número que se utiliza para clasificar a las computadoras. Se mide en miles de billones de operaciones de coma flotante por segundo, es decir, Petaflops.
- Rpeak - Este es el rendimiento máximo teórico del sistema. Medido en PetaFLOPS.
- Nombre - Algunos supercomputadoras son únicos, al menos en su ubicación, y por lo tanto bautizado por su propietario.
- Modelo - La plataforma de la computadora que se comercializa.
- Ensamblador - El fabricante de la plataforma y el hardware.
- Sitio - El nombre de la instalación de la supercomputadora de funcionamiento.
- País - El país donde tenga su sede el equipo.
- Año - El año de instalación /última actualización importante.
- Sistema operativo - El sistema operativo que usa la máquina.

## Otros rankings

### Por países
La que sigue es una tabla que representa el número de computadoras por país en cada lista TOP500.
| País o territorio      | Número de sistemas |
| ---------------------- | ------------------ |
| Estados Unidos         | 173                |
| China                  | 63                 |
| Alemania               | 40                 |
| Japón                  | 34                 |
| Francia                | 24                 |
| Italia                 | 14                 |
| Reino Unido            | 14                 |
| Corea del Sur          | 13                 |
| Países Bajos           | 10                 |
| Canadá                 | 9                  |
| Brasil                 | 9                  |
| Polonia                | 8                  |
| Suecia                 | 8                  |
| Taiwán                 | 7                  |
| Arabia Saudita         | 7                  |
| Rusia                  | 6                  |
| India                  | 6                  |
| Noruega                | 6                  |
| Suiza                  | 5                  |
| Australia              | 4                  |
| Singapur               | 4                  |
| Irlanda                | 4                  |
| España                 | 3                  |
| República Checa        | 3                  |
| Finlandia              | 3                  |
| Austria                | 3                  |
| Emiratos Árabes Unidos | 3                  |
| Tailandia              | 2                  |
| Eslovenia              | 2                  |
| Bulgaria               | 2                  |
| Turquía                | 2                  |
| Israel                 | 1                  |
| Marruecos              | 1                  |
| Hungría                | 1                  |
| Islandia               | 1                  |
| Luxemburgo             | 1                  |
| Bélgica                | 1                  |
| Argentina              | 1                  |
| Dinamarca              | 1                  |
| Portugal               | 1                  |

| País/Región            | Nov 2021 | Jun 2021 | Nov 2020 | Jun 2020 | Nov 2019 | Jun 2019 | Nov 2018 | Jun 2018 | Nov 2017 | Jun 2017 | Nov 2016 | Jun 2016 | Nov 2015 | Jun 2015 | Nov 2014 | Jun 2014 | Nov 2013 | Jun 2013 | Nov 2012 | Jun 2012 | Nov 2011 | Jun 2011 | Nov 2010 | Jun 2010 | Nov 2009 | Jun 2009 | Nov 2008 | Jun 2008 | Nov 2007 |
| ---------------------- | -------- | -------- | -------- | -------- | -------- | -------- | -------- | -------- | -------- | -------- | -------- | -------- | -------- | -------- | -------- | -------- | -------- | -------- | -------- | -------- | -------- | -------- | -------- | -------- | -------- | -------- | -------- | -------- | -------- |
| China                  | 173      | 188      | 214      | 226      | 228      | 220      | 227      | 206      | 202      | 160      | 171      | 168      | 109      | 37       | 61       | 76       | 63       | 66       | 72       | 68       | 74       | 61       | 41       | 24       | 21       | 21       | 15       | 12       | 10       |
| Estados Unidos         | 149      | 122      | 113      | 114      | 117      | 116      | 109      | 124      | 143      | 168      | 171      | 165      | 199      | 233      | 231      | 232      | 264      | 252      | 251      | 252      | 263      | 255      | 274      | 282      | 277      | 291      | 290      | 257      | 283      |
| Unión Europea          | NA       | NA       | NA       | 79       | 87       | 92       | 91       | 93       | 86       | 99       | 95       | 93       | 94       | 122      | 110      | 103      | 89       | 97       | 89       | 96       | 95       | 109      | 108      | 126      | 137      | 134      | 140      | 169      | 133      |
| Japón                  | 32       | 34       | 34       | 29       | 29       | 28       | 31       | 36       | 35       | 33       | 27       | 29       | 37       | 40       | 32       | 30       | 28       | 30       | 32       | 35       | 30       | 26       | 26       | 18       | 16       | 15       | 17       | 22       | 20       |
| Francia                | 19       | 16       | 18       | 19       | 18       | 20       | 18       | 18       | 18       | 18       | 20       | 18       | 18       | 27       | 30       | 27       | 22       | 23       | 21       | 22       | 23       | 25       | 26       | 27       | 26       | 23       | 26       | 34       | 17       |
| Alemania               | 26       | 23       | 17       | 16       | 16       | 13       | 17       | 21       | 21       | 28       | 31       | 26       | 33       | 37       | 26       | 22       | 20       | 19       | 19       | 20       | 20       | 30       | 26       | 24       | 27       | 29       | 25       | 46       | 31       |
| Países Bajos           | 11       | 16       | 15       | 15       | 15       | 13       | 6        | 9        | 6        | 4        | 3        | 3        | 2        | 3        | 5        | 5        | 3        | 2        | 0        | 0        | 0        | 1        | 2        | 4        | 3        | 3        | 3        | 5        | 6        |
| Irlanda                | 1        | 14       | 14       | 14       | 14       | 13       | 12       | 7        | 4        | 2        | 1        | 3        | 0        | 0        | 0        | 1        | 2        | 0        | 0        | 3        | 3        | 1        | 1        | 1        | 1        | 1        | 1        | 1        | 0        |
| Canadá                 | 11       | 11       | 12       | 12       | 9        | 8        | 9        | 6        | 5        | 6        | 1        | 1        | 6        | 6        | 6        | 9        | 10       | 9        | 11       | 10       | 9        | 8        | 6        | 7        | 9        | 8        | 2        | 2        | 5        |
| Reino Unido            | 11       | 11       | 12       | 10       | 11       | 18       | 20       | 22       | 15       | 17       | 13       | 11       | 18       | 29       | 30       | 30       | 23       | 29       | 24       | 25       | 27       | 27       | 25       | 38       | 45       | 44       | 46       | 53       | 48       |
| Italia                 | 6        | 6        | 5        | 7        | 5        | 5        | 6        | 5        | 6        | 8        | 6        | 5        | 4        | 4        | 3        | 5        | 5        | 6        | 7        | 8        | 4        | 5        | 6        | 7        | 6        | 6        | 11       | 6        | 6        |
| Brasil                 | 5        | 6        | 4        | 4        | 3        | 3        | 1        | 1        | 0        | 2        | 3        | 4        | 6        | 6        | 4        | 4        | 3        | 3        | 2        | 3        | 2        | 2        | 2        | 1        | 1        | 0        | 2        | 1        | 1        |
| Singapur               | 1        | 4        | 4        | 4        | 4        | 5        | 3        | 2        | 1        | 1        | 1        | 1        | 0        | 0        | 0        | 0        | 0        | 0        | 0        | 1        | 1        | 2        | 2        | 1        | 1        | 1        | 0        | 0        | 1        |
| Noruega                | 1        | 3        | 3        | 3        | 2        | 0        | 1        | 1        | 1        | 1        | 1        | 1        | 1        | 2        | 3        | 3        | 3        | 3        | 3        | 3        | 0        | 1        | 3        | 2        | 2        | 2        | 2        | 2        | 3        |
| Arabia Saudita         | 6        | 6        | 5        | 3        | 3        | 3        | 3        | 4        | 4        | 6        | 5        | 5        | 6        | 7        | 4        | 4        | 3        | 4        | 3        | 3        | 3        | 4        | 6        | 4        | 4        | 2        | 0        | 0        | 0        |
| Corea del Sur          | 7        | 5        | 3        | 3        | 3        | 5        | 6        | 7        | 5        | 8        | 4        | 7        | 10       | 9        | 9        | 8        | 5        | 4        | 4        | 3        | 3        | 4        | 3        | 1        | 2        | 0        | 1        | 1        | 1        |
| Australia              | 3        | 2        | 2        | 2        | 3        | 5        | 5        | 5        | 4        | 4        | 3        | 5        | 4        | 6        | 9        | 6        | 5        | 5        | 7        | 6        | 4        | 6        | 4        | 1        | 1        | 1        | 1        | 1        | 1        |
| Finlandia              | 3        | 2        | 2        | 2        | 1        | 2        | 1        | 1        | 2        | 3        | 2        | 5        | 2        | 2        | 3        | 2        | 2        | 2        | 3        | 1        | 1        | 2        | 1        | 3        | 2        | 1        | 1        | 1        | 5        |
| India                  | 3        | 3        | 3        | 2        | 2        | 3        | 4        | 5        | 4        | 4        | 5        | 9        | 11       | 11       | 9        | 9        | 12       | 11       | 8        | 5        | 2        | 2        | 4        | 5        | 3        | 6        | 8        | 6        | 9        |
| Rusia                  | 7        | 3        | 2        | 2        | 3        | 2        | 3        | 4        | 3        | 3        | 5        | 7        | 7        | 8        | 9        | 5        | 5        | 8        | 8        | 5        | 5        | 12       | 11       | 11       | 8        | 5        | 8        | 9        | 7        |
| Suecia                 | 4        | 3        | 2        | 2        | 2        | 2        | 4        | 3        | 5        | 5        | 4        | 5        | 3        | 5        | 5        | 3        | 5        | 7        | 6        | 4        | 3        | 5        | 6        | 8        | 7        | 10       | 8        | 9        | 7        |
| Suiza                  | 3        | 3        | 3        | 2        | 2        | 4        | 2        | 3        | 3        | 3        | 4        | 3        | 6        | 6        | 7        | 6        | 5        | 4        | 4        | 1        | 3        | 4        | 4        | 5        | 5        | 4        | 4        | 6        | 7        |
| Taiwán                 | 2        | 2        | 3        | 2        | 2        | 2        | 2        | 1        | 1        | 0        | 0        | 0        | 0        | 1        | 1        | 1        | 1        | 1        | 3        | 3        | 2        | 2        | 0        | 0        | 0        | 1        | 2        | 3        | 11       |
| Emiratos Árabes Unidos | 2        | 2        | 2        | 2        | 2        | 0        | 0        | 0        | 0        | 0        | 0        | 0        | 0        | 0        | 0        | 0        | 0        | 0        | 0        | 1        | 0        | 0        | 0        | 0        | 0        | 0        | 0        | 0        | 0        |
| Austria                | 1        | 1        | 1        | 1        | 1        | 1        | 0        | 0        | 2        | 3        | 3        | 5        | 1        | 1        | 1        | 1        | 1        | 1        | 1        | 1        | 2        | 2        | 1        | 2        | 8        | 5        | 0        | 0        | 0        |
| Hong Kong              | 0        | 1        | 1        | 1        | 1        | 1        | 0        | 0        | 0        | 0        | 0        | 0        | 1        | 1        | 1        | 1        | 2        | 1        | 0        | 0        | 0        | 0        | 1        | 1        | 1        | 1        | 0        | 0        | 0        |
| Polonia                | 4        | 4        | 2        | 1        | 1        | 1        | 4        | 4        | 5        | 6        | 7        | 6        | 6        | 7        | 2        | 2        | 2        | 3        | 4        | 5        | 6        | 5        | 6        | 5        | 3        | 4        | 6        | 3        | 1        |
| España                 | 1        | 1        | 1        | 1        | 2        | 2        | 2        | 2        | 1        | 1        | 1        | 1        | 2        | 2        | 2        | 2        | 2        | 3        | 2        | 4        | 3        | 2        | 3        | 3        | 6        | 5        | 6        | 7        | 9        |
| República Checa        | 2        | 2        | 0        | 1        | 1        | 1        | 1        | 1        | 1        | 1        | 1        | 1        | 1        | 1        | 0        | 0        | 0        | 0        | 0        | 0        | 0        | 0        | 0        | 0        | 0        | 0        | 0        | 0        | 0        |
| Sudáfrica              | 0        | 0        | 0        | 0        | 0        | 3        | 2        | 1        | 1        | 1        | 1        | 1        | 0        | 0        | 0        | 0        | 0        | 0        | 0        | 1        | 1        | 0        | 0        | 1        | 1        | 0        | 1        | 0        | 0        |
| Dinamarca              | 0        | 0        | 0        | 0        | 0        | 1        | 0        | 0        | 0        | 2        | 2        | 2        | 2        | 2        | 2        | 1        | 1        | 1        | 1        | 1        | 2        | 2        | 2        | 3        | 0        | 0        | 3        | 0        | 1        |
| Nueva Zelanda          | 0        | 0        | 0        | 0        | 0        | 0        | 1        | 1        | 1        | 1        | 3        | 1        | 1        | 0        | 0        | 0        | 0        | 0        | 0        | 0        | 0        | 0        | 5        | 7        | 8        | 5        | 4        | 6        | 1        |
| México                 | 0        | 0        | 0        | 0        | 0        | 0        | 0        | 0        | 1        | 0        | 0        | 0        | 1        | 1        | 0        | 0        | 0        | 0        | 1        | 0        | 0        | 0        | 0        | 0        | 0        | 1        | 1        | 0        | 0        |
| Bélgica                | 0        | 0        | 0        | 0        | 0        | 0        | 0        | 0        | 0        | 1        | 1        | 2        | 0        | 1        | 1        | 2        | 1        | 1        | 1        | 2        | 1        | 2        | 2        | 0        | 1        | 1        | 2        | 2        | 1        |
| Bulgaria               | 1        | 1        | 0        | 0        | 0        | 0        | 0        | 0        | 0        | 0        | 0        | 0        | 1        | 1        | 0        | 0        | 0        | 0        | 0        | 0        | 0        | 0        | 0        | 0        | 1        | 1        | 1        | 0        | 0        |
| Croacia                | 0        | 0        | 0        | 0        | 0        | 0        | 0        | 0        | 0        | 0        | 0        | 0        | 1        | 0        | 0        | 0        | 0        | 0        | 0        | 0        | 0        | 0        | 0        | 0        | 0        | 0        | 0        | 0        | 0        |
| Hungría                | 0        | 0        | 0        | 0        | 0        | 0        | 0        | 0        | 0        | 0        | 0        | 0        | 1        | 1        | 1        | 0        | 0        | 0        | 0        | 0        | 0        | 0        | 0        | 0        | 0        | 0        | 0        | 0        | 0        |
| Grecia                 | 0        | 0        | 0        | 0        | 0        | 0        | 0        | 0        | 0        | 0        | 0        | 0        | 0        | 1        | 0        | 0        | 0        | 0        | 0        | 0        | 0        | 0        | 0        | 0        | 0        | 0        | 0        | 0        | 0        |
| Israel                 | 0        | 0        | 0        | 0        | 0        | 0        | 0        | 0        | 0        | 0        | 0        | 0        | 0        | 1        | 2        | 2        | 2        | 2        | 1        | 3        | 3        | 2        | 0        | 2        | 2        | 1        | 1        | 0        | 0        |
| Malasia                | 0        | 0        | 0        | 0        | 0        | 0        | 0        | 0        | 0        | 0        | 0        | 0        | 0        | 1        | 1        | 1        | 0        | 0        | 0        | 0        | 0        | 0        | 0        | 0        | 1        | 1        | 1        | 2        | 3        |
| Eslovaquia             | 0        | 0        | 0        | 0        | 0        | 0        | 0        | 0        | 0        | 0        | 0        | 0        | 0        | 0        | 0        | 0        | 0        | 0        | 1        | 1        | 0        | 0        | 0        | 0        | 0        | 0        | 0        | 0        | 0        |
| Eslovenia              | 2        | 2        | 0        | 0        | 0        | 0        | 0        | 0        | 0        | 0        | 0        | 0        | 0        | 0        | 0        | 0        | 0        | 0        | 0        | 0        | 0        | 0        | 1        | 1        | 1        | 1        | 1        | 1        | 0        |
| Turquía                | 0        | 0        | 0        | 0        | 0        | 0        | 0        | 0        | 0        | 0        | 0        | 0        | 0        | 0        | 0        | 0        | 0        | 0        | 0        | 0        | 0        | 0        | 0        | 1        | 0        | 0        | 0        | 0        | 2        |
| Chipre                 | 0        | 0        | 0        | 0        | 0        | 0        | 0        | 0        | 0        | 0        | 0        | 0        | 0        | 0        | 0        | 0        | 0        | 0        | 0        | 0        | 0        | 0        | 0        | 0        | 0        | 0        | 0        | 1        | 0        |
| Egipto                 | 0        | 0        | 0        | 0        | 0        | 0        | 0        | 0        | 0        | 0        | 0        | 0        | 0        | 0        | 0        | 0        | 0        | 0        | 0        | 0        | 0        | 0        | 0        | 0        | 0        | 0        | 0        | 1        | 1        |
| Indonesia              | 0        | 0        | 0        | 0        | 0        | 0        | 0        | 0        | 0        | 0        | 0        | 0        | 0        | 0        | 0        | 0        | 0        | 0        | 0        | 0        | 0        | 0        | 0        | 0        | 0        | 0        | 0        | 0        | 1        |
| Luxemburgo             | 2        | 2        | 0        | 0        | 0        | 0        | 0        | 0        | 0        | 0        | 0        | 0        | 0        | 0        | 0        | 0        | 0        | 0        | 0        | 0        | 0        | 0        | 0        | 0        | 0        | 0        | 0        | 0        | 1        |
| Marruecos              | 1        | 1        | 1        | 0        | 0        | 0        | 0        | 0        | 0        | 0        | 0        | 0        | 0        | 0        | 0        | 0        | 0        | 0        | 0        | 0        | 0        | 0        | 0        | 0        | 0        | 0        | 0        | 0        | 0        |

### Máquinas que han ocupado el número 1
- HPE Cray Frontier (Oak Ridge National Laboratory  Estados Unidos, June 2022 – Present)[45]
- Fugaku (Riken Center for Computational Science  Japón, June 2020 – June 2022)[46]
- IBM Summit (Oak Ridge National Laboratory  Estados Unidos, June 2018 – June 2020)[47]
- NRCPC Sunway TaihuLight (National Supercomputing Center in Wuxi  China, June 2016 – November 2017)
- NUDT Tianhe-2A (National Supercomputing Center of Guangzhou  China, June 2013 – June 2016)
- Cray Titan (Oak Ridge National Laboratory  Estados Unidos, November 2012 – June 2013)[48]
- IBM Sequoia Blue Gene/Q (Lawrence Livermore National Laboratory  Estados Unidos, June 2012 – November 2012)[49]
- Fujitsu Computadora K (Riken Advanced Institute for Computational Science  Japón, June 2011 – June 2012)
- NUDT Tianhe-IA (National Supercomputing Center of Tianjin  China, November 2010 – June 2011)
- Cray Jaguar (Oak Ridge National Laboratory  Estados Unidos, November 2009 – November 2010)
- IBM Roadrunner (Los Alamos National Laboratory  Estados Unidos, June 2008 – November 2009)
- IBM Blue Gene/L (Lawrence Livermore National Laboratory  Estados Unidos, November 2004 – June 2008)[50]
- NEC Earth Simulator (Earth Simulator Center  Japón, June 2002 – November 2004)
- IBM ASCI White (Lawrence Livermore National Laboratory  Estados Unidos, November 2000 – June 2002)
- Intel ASCI Red (Sandia National Laboratories  Estados Unidos, June 1997 – November 2000)[51]
- Hitachi CP-PACS (University of Tsukuba  Japón, November 1996 – June 1997)
- Hitachi SR2201 (University of Tokyo  Japón, June 1996 – November 1996)
- Fujitsu Numerical Wind Tunnel (National Aerospace Laboratory of Japan  Japón, November 1994 – June 1996)
- Intel Paragon XP/S140 (Sandia National Laboratories  Estados Unidos, June 1994 – November 1994)
- Fujitsu Numerical Wind Tunnel (National Aerospace Laboratory of Japan  Japón, November 1993 – June 1994)
- TMC CM-5 (Los Alamos National Laboratory  Estados Unidos, June 1993 – November 1993)
- NEC SX-3/44 ( Japón, 1992–1993)
- Fujitsu VP2600/10 ( Japón, 1990–1991)
- Cray Y-MP/832 ( Estados Unidos, 1988–1989)
- Cray-2 ( Estados Unidos, 1985–1987)
- Cray X-MP ( Estados Unidos, 1983–1985)
- Cray-1 ( Estados Unidos, 1976–1982)

### Número de sistemas
Por número de sistemas a junio de 2021:
| Acelerador                                     | Sistemas |
| ---------------------------------------------- | -------- |
| NVIDIA TESLA V100 (Launched: 2017)             | 80       |
| NVIDIA AMPERE A100 (Launched: 2020)            | 15       |
| NVIDIA TESLA V100 SXM2 (Launched: 2017)        | 12       |
| NVIDIA TESLA P100 (Launched: 2016)             | 8        |
| NVIDIA AMPERE A100 SXM2 40 GB (Launched: 2020) | 5        |

| Fabricantes                | Sistemas |
| -------------------------- | -------- |
| Lenovo                     | 184      |
| Inspur                     | 58       |
| Sugon                      | 45       |
| Hewlett Packard Enterprise | 39       |
| Atos                       | 36       |

| Sistema operatio         | Sistemas |
| ------------------------ | -------- |
| Linux                    | 264      |
| CentOS                   | 89       |
| Cray Linux Environment   | 31       |
| Bullx SCS                | 12       |
| Red Hat Enterprise Linux | 12       |

Nota: Todos los sistemas operativos de los sistemas TOP500 están basados en la familia Linux, pero este Linux es Linux genérico.
Sunway TaihuLight es el sistema con más núcleos de CPU (10 649 600). Tianhe-2 tiene la mayor cantidad de GPU/núcleos aceleradores (4 554 752). Fugaku es el sistema con el mayor consumo de energía con 29,9 megavatios.

## Grandes máquinas que no están en la lista
Algunos sistemas principales no están en la lista. Un ejemplo destacado es Blue Waters de la NCSA, que anunció públicamente la decisión de no participar en la lista porque no creen que indique con precisión la capacidad de ningún sistema para realizar un trabajo útil. Otras organizaciones deciden no incluir sistemas en la lista por razones de seguridad o competitividad comercial. Un ejemplo de ello es la supercomputadora OceanLight del Centro Nacional de Supercomputación en Qingdao, completada en marzo de 2021, que se presentó y ganó el Premio Gordon Bell. La computadora es una computadora exaflop, pero no se envió a la lista TOP500; la primera máquina exaflop enviada a la lista TOP500 fue Frontier. Los analistas sospecharon que la razón por la que el NSCQ no presentó lo que de otro modo habría sido la primera supercomputadora a exaescala del mundo fue para evitar inflamar los sentimientos y temores políticos dentro de los Estados Unidos, en el contexto de la guerra comercial entre Estados Unidos y China. No se incluyeron sistemas de uso específico que no son capaces o no ejecutan el benchmark, como las Riken MDGRAPE-3 y MDGRAPE-4. Un pod de Google Tensor Processing Unit v4 es capaz de alcanzar 1,1 exaflops de rendimiento máximo, sin embargo, estas unidades están altamente especializadas para ejecutar cargas de trabajo de aprendizaje automático.

### Computadoras y arquitecturas que salieron de la lista
IBM Roadrunner ya no está en la lista (ni ningún otro que use el coprocesador Cell, o PowerXCell).
Aunque los sistemas basados en Itanium alcanzaron el segundo puesto en 2004, ahora no queda ninguno.
Del mismo modo procesador vectorial (no-SIMD) (basado en NEC, como el Earth Simulator que fue el más rápido en 2002) también han desaparecido de la lista. Además, las computadoras Sun Starfire que ocupaban muchos lugares en el pasado ahora ya no aparecen.
Las últimas computadoras que no son Linux en la lista, –  las dos AIX –  que se ejecutan en POWER7 (en julio de 2017 en el puesto 494 y 495 originalmente 86 y 85), se eliminaron de la lista en noviembre de 2017.